# Agner Krarup Erlang
Agner Krarup Erlang, danski matematik, statistik in inženir, * 1. januar 1878, Lonborg, Danska, † 3. februar 1929, København, Danska.
Erlang velja za utemeljitelja znanstvene vede o raziskovanju prometa v telekomunikacijskih sistemih in teorije čakalnih vrst.

## Življenje in delo
Diplomiral je leta 1901 na Univerzi v Københavnu. Po študiju je najprej sedem let poučeval na različnih šolah. Ukvarjal se je z verjetnostnim računom. Na Jensenovo pobudo se je začel ukvarjati s problemi, ki so nastali pri raziskovanju čakalnih časov telefonskih klicev.
Po njem se imenuje brezrazsežna enota erlang (oznaka E) v telefoniji za jakost prometa, kot statistična mera za ponujeni tovor.